# 直方市コミュニティバス

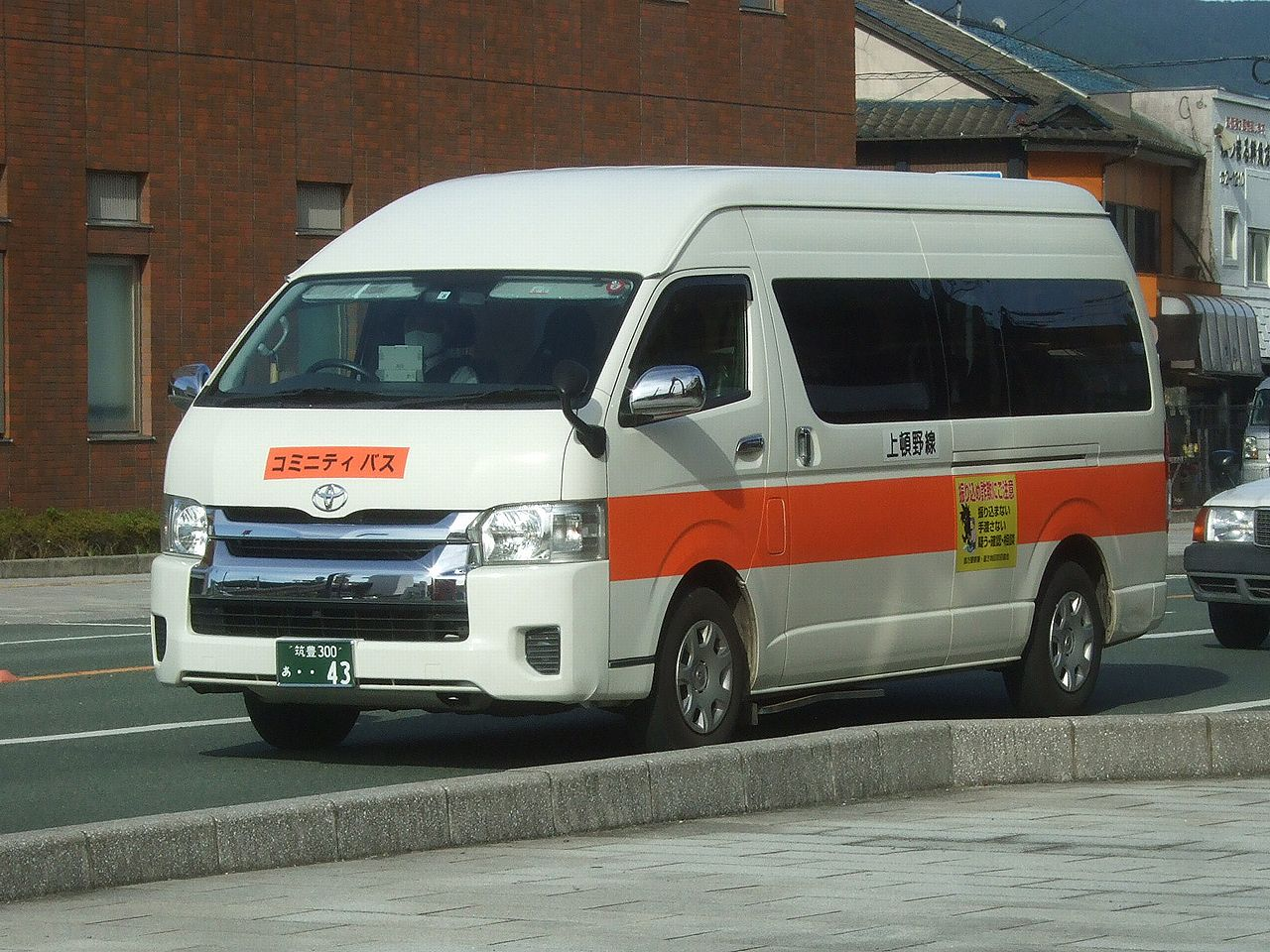
現行車両。写真は上頓野線の車両。

直方市コミュニティバス（のおがたしコミュニティバス）は、福岡県直方市が運行するコミュニティバスである。

## 概要

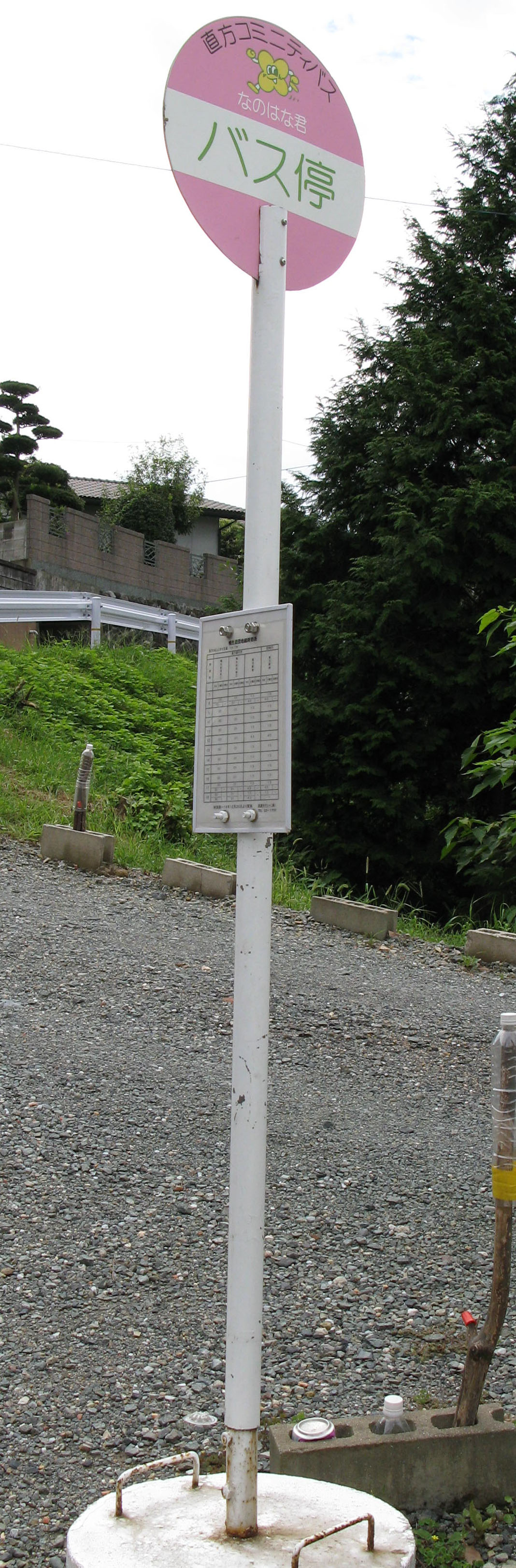
コミュニティバスのバス停

直方市内の公共交通空白地域における公共交通として、2004年9月15日から運行開始された。直方駅を拠点に、市北東部の上頓野地区に向かう上頓野線、市西部の鴨生田団地に向かう鴨生田団地線、市南部の武谷地区に向かう武谷線、市北西部の植木地区に向かう植木線、市北部の感田地区に向かう感田線の5路線が設定されている。運行開始時は上頓野線と鴨生田団地線の2路線で、武谷線は2005年6月1日に新設され、植木線と感田線は試行運行を経て2014年10月15日に新設された。
事業主体は地元タクシー会社で構成する直鞍タクシー協同組合で、加盟各社が運行している。運行経費は、運行会社・利用者（運賃）・直方市が3分の1ずつ負担。運賃収入が経費の3分の1に満たない場合は、不足分を市が補助する。
かつては直方市中心部の西鉄バス（西鉄バス筑豊）・JR九州バスと重複する区間などでは、クローズドドア制となっている区間や、運賃が他区間より高い250円に設定されている区間があった。2019年10月1日以降、運賃は乗車区間にかかわらず大人200円・子ども100円（大人障がい者100円・子ども障がい者無料）の均一運賃で、運賃前払いとなった。デジタル乗車券の販売も開始しており、「RYDE PASS」アプリで購入可能となっている。また現在はコミュニティバスの経路変更によりクローズドドア制もなくなっている。
全路線とも日祝日・年末年始には運休となる。

## 沿革
- 2004年9月15日 運行開始。鴨生田団地線（直方駅 - 鴨生田団地）と、上頓野線（中央橋 - 竜王峡）の2路線。
- 2005年4月1日 ダイヤ改正。上頓野線を直方駅発着に変更し直方駅 - 竜王峡間の運行とする。西鉄バスと重複する直方駅 - 中央橋間はクローズドドア制を導入。
- 2005年6月1日 ダイヤ改正。武谷線を新設。
- 2014年1月19日-3月15日 試行運行として感田線・植木線を運行。
- 2014年10月15日 ダイヤ改正。
  - 鴨生田団地線は西部運動公園に停留所を新設し、鴨生田団地の北のグァーグァー市場まで延長。
  - 上頓野線は停留所を増設し、昼間の便に限り湯野原経由となる。
  - 感田線・植木線を新設。
- 2017年10月1日 ダイヤ改正。鴨生田団地線・植木線をサンリブのおがた店に延長。
- 2019年10月1日 ダイヤ改正。
  - 上頓野線のルートを大幅変更。
  - 日曜日および年末年始は運休となる。
  - 運賃をこれまでの200円・250円の2段階から全線200円均一に変更。障がい者割引を導入。
- 2020年10月1日 ダイヤ改正。
  - 赤地新入線を新設。
  - 植木線が1本減便され9→8往復となる。

## 路線（2023年12月改正時点）
鴨生田団地線
直方駅 - 市役所前 - 門前町 - 二字町 - 鴨生田公園入口 - 西部運動公園 - 藤河内 - 鴨生田団地 - 農協前 - ふれあい市場 - サンリブのおがた店
1日7本。上り始発便は農協前が始発地となる。
上頓野線
直方駅 - 市役所前 - ハローデイ直方店 - 林光寺団地 - 結い村 - 山のお茶屋さん - 会下公民館 - 柞ノ木公民館 - 内ヶ磯口 - 上頓野 - 竜王峡
1日6本。
武谷線
直方駅 - 市役所前 - 尾崎 - 溝堀 - ハローデイ直方店 - 猿田 - 藤棚 - 武谷 - 今林 - ゴルフ場
1日7本。往復ともに始発便と最終便はハローデイ直方店を通過する。
感田線
直方駅 - 神正町 - サンリブのおがた店 - 林田 - 宝楽公園前 - 王子団地公民館 - 湯野原 - 福智台団地 - 行常集会所
上り6本、下り5本。往復ともに始発便はサンリブのおがた店を通過する。
植木線
直方駅 - ゆたか橋西 - サンリブのおがた店 - 下新入 - 天神団地 - 下町公民館 - 筑前植木駅 - 光田公民館
全区間運行は1日4本。直方駅 - 下町公民館間の区間便が上り4本、下り3本。
赤地新入線
緑光苑 - 高見台 - 赤地 - 市役所前 - 直方駅 - 門前町 - 二字町 - 鴨生田公園入口 - 青見クリニック - 西部運動公園 - 鴨生田団地 - 広甲橋西 - 農協前 - ふれあい市場 - サンリブのおがた店
1日6本。

## 車両
全路線とも通常はトヨタ・ハイエースが使用される。全車とも同一仕様であるが、路線ごとに帯の色が異なる。かつては「なのはな君」の愛称が付けられ、白と黄色のツートンカラーにイラストを入れたカラフルなデザインであったが、すべて代替され、愛称名も使用されなくなっている。またかつては一部の路線ではセダン型タクシー車両を常時使用していたが、突発的な状況の場合のみタクシー車両が使用される。

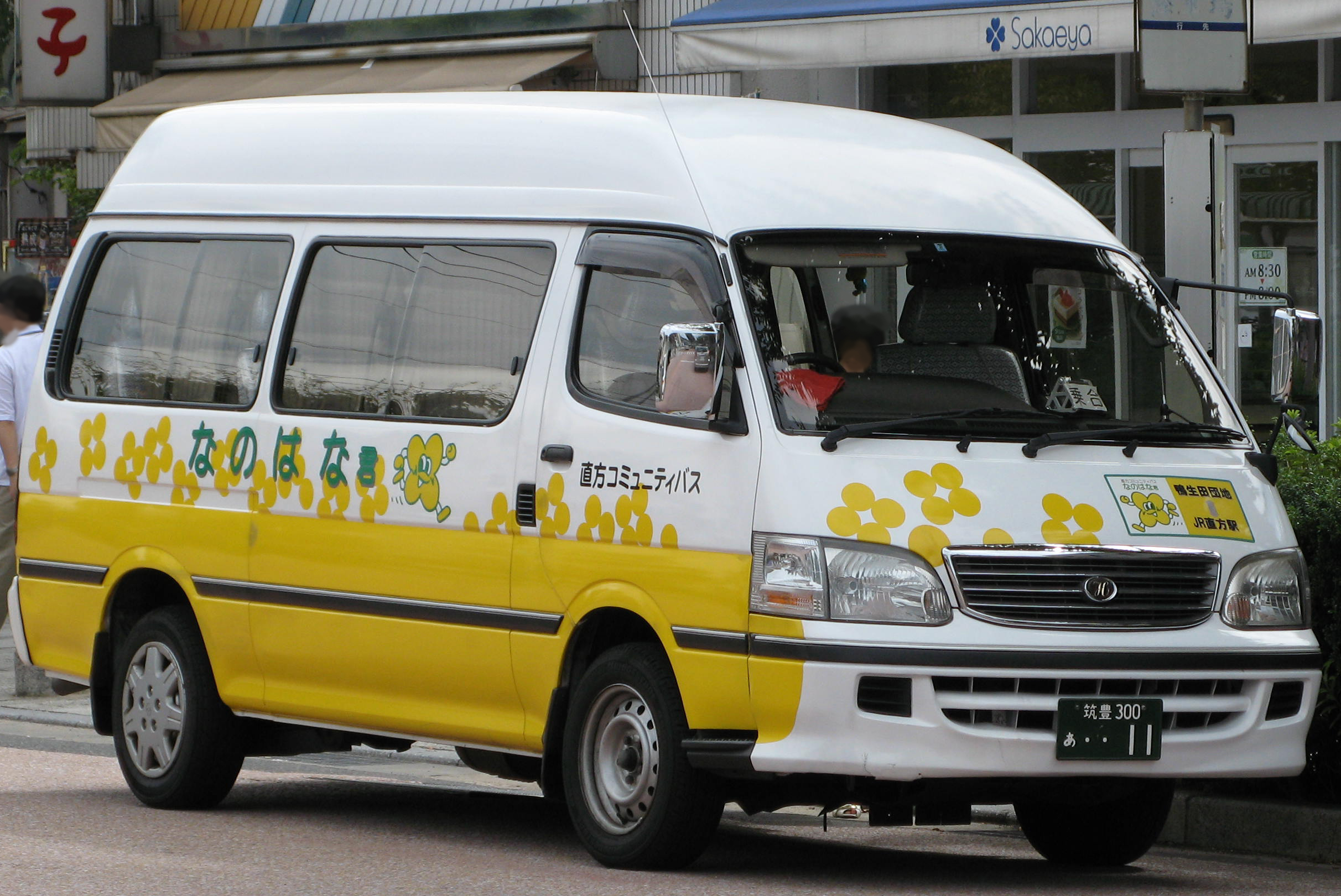
かつての筑豊タクシーの車両。2004年の運行開始当初は全路線とも同一デザインで「なのはな君」の愛称が付けられていた。現在は代替されている。
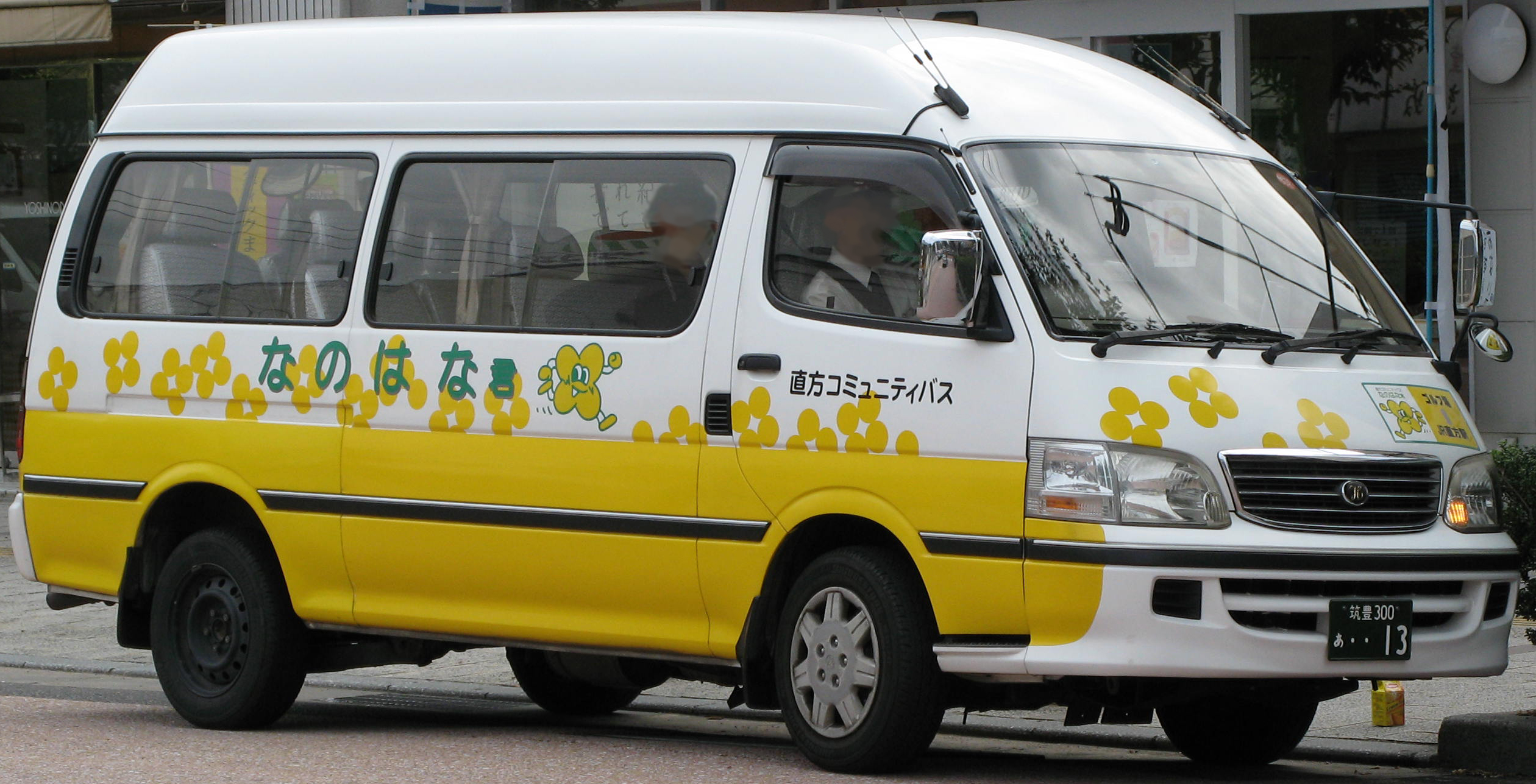
かつてのMGタクシーの車両。2004年の運行開始当初から使用されており筑豊タクシーと同一のデザイン。現在は代替されている。
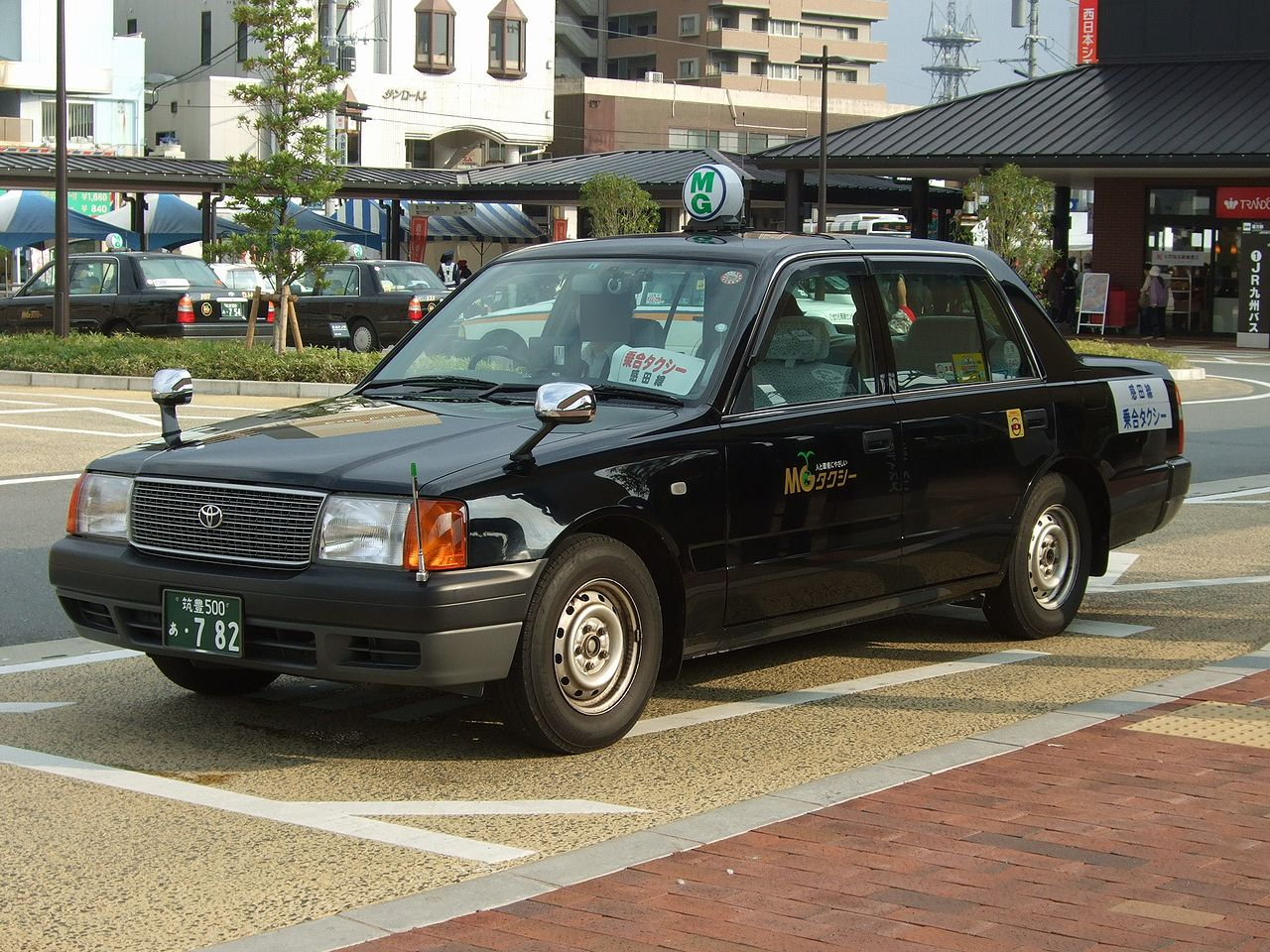
感田線。かつてはセダン型タクシー車両に「乗合タクシー」の掲示を出して運行していた。